# Львівська ізоляторна компанія
49°47′54″ пн. ш. 24°04′31″ сх. д. / 49.79833° пн. ш. 24.07528° сх. д.

Вхід у заводоуправління

ТзОВ "Львівська ізоляторна компанія" — підприємство, розташоване у місті Львові, єдиний в Україні виробник скляних ізоляторів, і другий за значенням на території колишнього СРСР. Розташоване: 79066, Україна, м. Львів, вул. Зелена, 301. Скорочена назва — ЛІК, ТзОВ «ЛІК»

## Історія. Львівський ізоляторний завод

Знак на в'їзді

ЛІК було створено на основі Львівського ізоляторного заводу (ЛІЗ), який було засновано у 1965 році. Львівський ізоляторний завод був одним із найбільших виробників у світі відпаленого і загартованого скла. Львівська ізоляторна компанія перейняла і продовжила найкращі традиції виробництва.
Більш, ніж 250 млн штук ізоляторів, що були вироблені, починаючи з моменту його заснування, успішно використовуються на лініях електромереж з напругою у діапазоні 0,4-1150 кВ в енергосистемах у більш ніж у 30 іноземних країнах світу.

## Сучасність
У своїй діяльності ТзОВ «ЛІК» керується розробками науково-дослідних інститутів з урахуванням нових досягнень науки і техніки в галузях матеріалознавства та енергетики. Значна увага приділяється сертифікації продукції. Підтвердженням високого рівня якості і менеджменту управління ТзОВ «ЛІК» є отримання міжнародного сертифікату якості ISO 9001:2015
Продукція компанії постачається не тільки в Україну, але і в Росію, а також у країни ближнього зарубіжжя, також і на зовнішній ринок, а саме: в Фінляндію, Швецію, Норвегію, Іспанію, Португалію, Ліван, В'єтнам, Чилі, Колумбію.

## Продукція
- Підвісні скляні лінійні ізолятори
  - для всіх зон забруднення
  - з W і V замками
  - з цинковою втулкою

- Марки

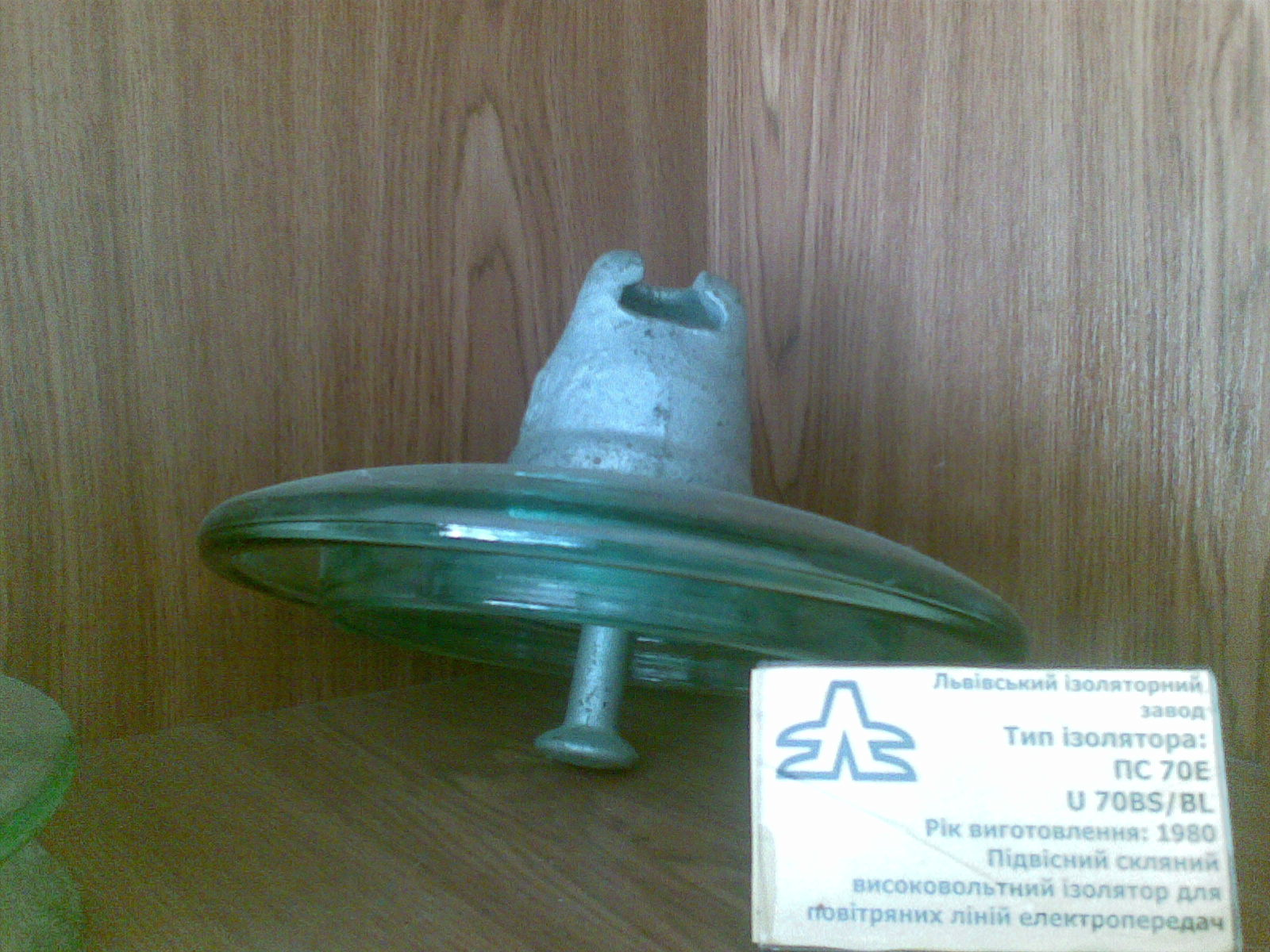
Ізолятор лінійний підвісний скляний ПС 70Е

  - Ізолятор лінійний підвісний ПС 40А
  - Ізолятор лінійний підвісний ПС 70Е
  - Ізолятор лінійний підвісний ПСД 70Е
  - Ізолятор лінійний підвісний ПС 120Б
  - Ізолятор лінійний підвісний ПСВ 120Б
  - Ізолятор лінійний підвісний ПС 160Д
  - Ізолятор лінійний підвісний ПСВ 160А
  - Ізолятор лінійний підвісний ПС 210В
  - Ізолятор лінійний підвісний ПСВ 210А